# Lebet
Pour l’article homonyme, voir Claude Lebet.

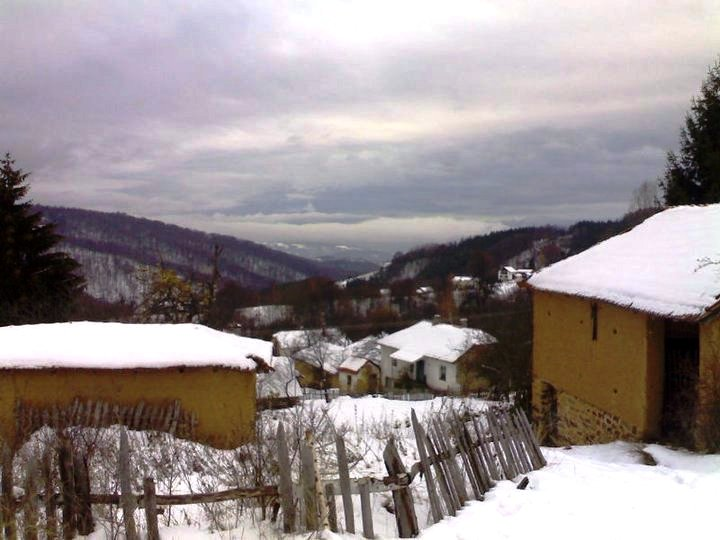

Lebet (en serbe cyrillique : Лебет) est un village de Serbie situé dans la municipalité de Vladičin Han, district de Pčinja. Au recensement de 2011, il comptait 63 habitants.

## Démographie
| 1948 | 1953 | 1961 | 1971 | 1981 | 1991 | 2002 | 2011 |
| ---- | ---- | ---- | ---- | ---- | ---- | ---- | ---- |
| 304  | 307  | 314  | 302  | 190  | 135  | 102  | 63   |

|  |